# National Bridge Inventory
 
Le National Bridge Inventory – ou NBI – est une base de données de la Federal Highway Administration recensant tous les tunnels et ponts routiers aux États-Unis. Chaque ouvrage d'art listé est désigné par un identifiant alphanumérique, par exemple AZ00051 pour le Navajo Steel Arch Highway Bridge, en Arizona.